# 보손 끈 이론
보손 끈 이론(boson끈理論, 영어: bosonic string theory)은 초대칭을 도입하지 않은 끈 이론이다.

## 전개
끈이란 시공을 통해 움직이는 1차원의 개체다. 고리 모양인 (원과 동형인) 닫힌 끈(영어: closed string)과 끊어진 (선분과 동형인) 열린 끈(영어: open string)이 있다. 따라서 끈은 (0+1차원의 세계선을 지니는 점입자와 달리) 1+1차원의 세계면으로 나타내어진다. 1+1차원의 세계면은 두 좌표로 나타낼 수 있다. 세계면 좌표를 {\displaystyle \xi ^{a}} ({\displaystyle a\in \{0,1\}})로 쓰자. 세계면 좌표는 단위를 쓰지 않는다 (무차원).
끈은 시공간 안에 존재한다. 시공간을 1차원의 시간과 {\displaystyle D-1} 차원의 공간으로 이루어져 있다고 가정하자. (관측에 따르면 {\displaystyle D=4}이나, 보손 끈 이론은 추가 차원을 필요로 한다.) 시공의 좌표를 {\displaystyle X^{\mu }} ({\displaystyle \mu \in \{0,1,\dots ,D-1\}})로 쓰자. 시공간의 계량 텐서를 {\displaystyle G_{\mu \nu }}로 표기하자.
끈의 시공 속의 위치를 매장 {\displaystyle X^{\mu }(\xi ^{a})}로 나타낼 수 있다. 시공의 계량 텐서로부터 세계면 계량 텐서
{\displaystyle h_{ab}=\partial _{a}X^{\mu }\partial _{b}X^{\nu }G_{\mu \nu }}
를 정의할 수 있다.

### 작용
끈을 다루는 가장 간단한 작용은 난부-고토 작용
{\displaystyle S[X^{\mu }]=-T\int d^{2}\xi \;{\sqrt {-\det h}}}
이나, 이는 제곱근 때문에 양자화가 어렵다. 따라서 세계면 계량 텐서를 보조장으로 승격시킨 폴랴코프 작용
{\displaystyle S[X^{\mu },h_{ab}]=-{\frac {1}{2}}T\int d^{2}\xi \;{\sqrt {-\det h}}h^{ab}\partial _{a}X\cdot \partial _{b}X}
를 쓴다. 여기서 {\displaystyle T=1/(2\pi \alpha ')}는 작용을 무차원화시키기 위한 상수로서, 끈의 장력 또는 에너지 밀도를 나타낸다. {\displaystyle \alpha '}는 레제 기울기(영어: Regge slope) 또는 "알파 프라임"으로 불리는 상수다.
보다 일반적으로, 보손 끈은 일반적으로 운동 방정식
{\displaystyle p^{2}=0}
만으로 결정된다.:§2 (여기서 {\displaystyle p^{\mu }}는 끈 전체의 운동량이다.) 이로부터 작용을 다음과 같이 재구성할 수 있다. 좌표 {\displaystyle \xi =(\tau ,\sigma )}에 대하여, 세계면 위의, {\displaystyle \partial _{a}X^{\mu }}에 대응하는 정준 운동량장 {\displaystyle P_{a}^{\mu }(\xi )}를 정의하자. 그렇다면, 작용
{\displaystyle S\propto \int \mathrm {d} ^{2}\xi {\sqrt {-\det h}}h_{ab}g^{\mu \nu }(X(\xi ))P_{\mu }^{a}(\xi )P_{\nu }^{b}(\xi )+P_{\mu }^{a}(\xi )\partial _{a}X^{\mu }(\xi )}
을 적을 수 있다. 여기서 첫째 항은 운동 방정식 {\displaystyle p^{2}=0}에서 오며, 둘째 항은 {\displaystyle P_{\mu }^{a}}와 {\displaystyle \partial _{a}X^{\mu }} 사이의 정준 관계를 나타낸다. 이제, {\displaystyle P_{\mu }^{a}(\xi )}의 오일러-라그랑주 방정식은
{\displaystyle P_{\mu }^{a}(\xi )=-g_{\mu \nu }(X(\xi ))\eta ^{ab}\partial _{b}X^{\nu }}
가 된다. 이를 작용에 대입하면, 폴랴코프 작용
{\displaystyle S\propto \int \mathrm {d} ^{2}\xi {\sqrt {-\det h}}G_{\mu \nu }(X(\xi )\eta ^{ab}\partial _{a}X^{\mu }(\xi )\partial _{b}X^{\nu }(\xi )}
를 얻는다.
사실, 닫힌 끈의 경우, 끈의 공간 좌표 {\displaystyle \xi ^{1}=\sigma \in [0,2\pi )}라고 할 때, {\displaystyle P(\tau ,\sigma )}는 서로 상호작용하지 않는 두 개의 장 {\displaystyle P^{\pm }(\tau ,\sigma )}이다. 반면, 열린 끈의 경우, 공간 좌표가 {\displaystyle \xi ^{1}=\sigma \in [0,\pi ]}라고 할 때, 하나의 {\displaystyle P_{\mu }^{a}}가 {\displaystyle \sigma \in [-\pi ,\pi ]}에 정의되게 된다. 두 경우 모두, {\displaystyle P_{\mu }^{a}}는 원 위의 주기적 경계 조건을 만족시킨다. 즉, 닫힌 끈은 ({\displaystyle \sigma }의 범위를 무시하면) 서로 상호작용하지 않는 두 개의 열린 끈으로 취급할 수 있다.

### 게이지 대칭
보손 끈의 폴랴코프 작용은 세계면 계량 텐서 {\displaystyle h_{ab}}에 대한 미분 동형 사상 게이지 대칭을 가지며, 따라서 편의상 게이지 고정
{\displaystyle h_{ab}={\begin{pmatrix}-1&0\\0&1\end{pmatrix}}}
을 가할 수 있다. 사실, 흔히 빛원뿔 좌표계가 사용된다.
이 게이지 대칭은 작용 {\displaystyle L\propto \eta P^{2}+P\partial X}에서 생성원 {\displaystyle P^{2}(\sigma )}에 의하여 생성된다. 이것의 리 괄호는
{\displaystyle \left[{\frac {1}{2}}P^{2}(\sigma ),{\frac {1}{2}}P^{2}(\sigma ')\right]=\mathrm {i} \delta '(\sigma '-\sigma )\left({\frac {1}{2}}P^{2}(\sigma )+{\frac {1}{2}}P^{2}(\sigma ')\right)}
이다.:(2.2b) (여기서 {\displaystyle \delta '(-)}은 디랙 델타의 분포로서의 도함수이다.) 즉, 이는 일종의 아핀 리 대수를 이룬다.
이 게이지 대칭에 대응하는 BRST 연산자는 유령장 {\displaystyle C}에 대하여
{\displaystyle Q=\int \mathrm {d} ^{1}\sigma \,\left({\frac {1}{2}}P(\sigma )^{2}C(\sigma )+\mathrm {i} C'(\sigma ){\frac {\delta }{\delta C(\sigma )}}\right)}
이다.:(2.4) 여기서, 서로 정준 교환 관계를 갖는 {\displaystyle C(\sigma )}, {\displaystyle \delta /\delta C}는 양자화 이후 {\displaystyle (c,b)} 유령장에 대한 2차원 등각 장론을 이룬다.

### 방식 전개
폴랴코프 작용을 {\displaystyle h_{ab}=\operatorname {diag} (-1,1)}인 등각 게이지로서 풀면, 운동 방정식
{\displaystyle \square X^{\mu }=0}
과 게이지 조건
{\displaystyle (\partial _{0}\pm \partial _{1}X)^{2}=0}
을 얻는다. 운동 방정식은 단순히 파동 방정식이므로, 경계 조건이 주어지면 간단히 풀 수 있다. 우선 닫힌 끈의 경우 {\displaystyle X^{\mu }(\xi ^{0},\xi ^{1})=X^{\mu }(\xi ^{0},\xi ^{1}+2\pi )}의 주기성 (periodicity) 조건을 주자. 그리고 편의상 빛원뿔 좌표계
{\displaystyle \xi ^{\pm }=\xi ^{0}\pm \xi ^{1}}
를 정의하자. 그렇다면 파동 방정식의 해는 (왼쪽 방식(영어: mode)과 오른쪽 방식을 구분해 쓰면)
{\displaystyle X^{\mu }(\xi )=X_{\mathrm {L} }^{\mu }(\xi ^{+})+X_{\mathrm {R} }^{\mu }(\xi ^{-})}
{\displaystyle X_{\mathrm {L} }^{\mu }(\xi ^{+})={\frac {1}{2}}x^{\mu }+{\frac {1}{2}}\alpha 'p^{\mu }+{\sqrt {\frac {\alpha '}{2}}}\sum _{n\neq 0}{\frac {1}{n}}\exp(-\mathrm {i} n\xi ^{+})\alpha _{n}^{\mu }}
{\displaystyle X_{\mathrm {R} }^{\mu }(\xi ^{-})={\frac {1}{2}}x^{\mu }+{\frac {1}{2}}\alpha 'p^{\mu }+{\sqrt {\frac {\alpha '}{2}}}\sum _{n\neq 0}{\frac {1}{n}}\exp(-\mathrm {i} n\xi ^{-})\beta _{n}^{\mu }}
이 된다. 여기서 {\displaystyle p^{\mu }}는 뇌터 정리를 쓰면 끈의 운동량임을 알 수 있다. 방식으로 전개한 이 표현에 게이지 조건 {\displaystyle (\partial _{\pm }X)^{2}=0}을 적용하면 임의의 {\displaystyle m\in \mathbb {Z} }에 대하여
{\displaystyle 0=\sum _{n=-\infty }^{\infty }\exp(-\mathrm {i} n\xi ^{+})\alpha _{-n+m}\cdot \alpha _{n}=\sum _{n=-\infty }^{\infty }\exp(-\mathrm {i} n\xi ^{-})\beta _{-n+m}\cdot \beta _{n}}
의 조건을 얻는다. (여기서
{\displaystyle \alpha _{0}^{\mu }=\beta _{0}^{\mu }={\sqrt {\frac {\alpha '}{2}}}p^{\mu }}
로 정의한다.) 이 가운데 {\displaystyle m=0}인 조건으로부터 끈의 질량 공식
{\displaystyle M^{2}=-p^{2}={\frac {4}{\alpha '}}\sum _{n=1}^{\infty }\alpha _{-n}\cdot \alpha _{n}={\frac {4}{\alpha '}}\sum _{n=1}^{\infty }\beta _{-n}\cdot \beta _{n}}
을 얻는다.

### 양자화
끈은 여러 가지 방법으로 양자화할 수 있으나, 그 가운데 빛원뿔 좌표계를 쓰는 양자화가 가장 간단하다. 우선, 시공의 빛원뿔 좌표
{\displaystyle X^{\pm }={\frac {1}{\sqrt {2}}}(X^{0}\pm X^{1})}
을 정의하자. 그리고 잉여 게이지 자유로
{\displaystyle X^{+}(\xi )=x^{\mu }+\alpha 'p^{\mu }\xi ^{0}}
으로 쓰자. 이렇게 쓰면 계의 자유도는 {\displaystyle x^{\pm }}, {\displaystyle p^{+}}, {\displaystyle x^{i},p^{i},\alpha ^{i},\beta ^{i}} ({\displaystyle i\in \{2,\dots ,D-2\}})이다.
다음에 바른틀 교환자 관계 (영어: canonical commutation relation)를 적용시킨다.
{\displaystyle [x^{i},p^{i}]=\mathrm {i} \delta ^{ij}}
{\displaystyle [x^{\pm },p^{\mp }]=-\mathrm {i} }
{\displaystyle [\alpha _{m}^{i},\alpha _{n}^{j}]=n\delta ^{ij}\delta _{m+n,0}.}
({\displaystyle p^{-}}는 계의 고전적 자유도가 아니므로, 이는 양자화한 뒤에 연산자식으로 구속한다.) 이렇게 쓰면 정렬 모호성(영어: ordering ambiguity)으로 인해 질량 공식이
{\displaystyle M^{2}={\frac {4}{\alpha '}}\left(-{\frac {D-2}{24}}+\sum _{n=1}^{\infty }\alpha _{-n}\cdot \alpha _{n}\right)={\frac {4}{\alpha '}}\left(-{\frac {D-2}{24}}+\sum _{n=1}^{\infty }\beta _{-n}\cdot \beta _{n}\right)}
가 된다. 여기서 연산자
{\displaystyle N=\sum _{n=1}^{\infty }\alpha _{-n}\cdot \alpha _{n}}
{\displaystyle {\tilde {N}}=\sum _{n=1}^{\infty }\beta _{-n}\cdot \beta _{n}}
을 준위(準位, 영어: level) 연산자로 부르고, 이들은 자연수의 고윳값을 갖는다. {\displaystyle N={\tilde {N}}=0}인 경우 {\displaystyle M^{2}<0}이므로 이는 타키온을 나타낸다. {\displaystyle N={\tilde {N}}=1}인 경우엔 로런츠 대칭을 위하여 {\displaystyle M^{2}=0}이어야 하므로, {\displaystyle D=26}임을 알 수 있다. 즉 보손 끈 이론의 임계 차원은 26차원이다. 이 경우 입자는 무질량 입자인데, 이는 스핀 2의 중력자 {\displaystyle G_{\mu \nu }}, 스핀 1의 캘브-라몽 장 {\displaystyle B_{\mu \nu }} (영어: Kalb–Ramond field), 스핀 0의 딜라톤 {\displaystyle \Phi }을 포함한다. 이들을 통틀어 느뵈-슈워츠-느뵈-슈워츠 장 (영어: Neveu–Schwarz–Neveu–Schwarz field)으로 부른다. {\displaystyle N=2}이상의 입자는 질량이 {\displaystyle \propto 1/{\sqrt {\alpha '}}}이므로 (대략 플랑크 질량으로 추정) 너무 커 관측되지 않는다.

## 성질
보손 끈 이론은 끈 이론 가운데 가장 단순하여, 장난감 모형으로 쓰인다. 보손 끈 이론은 다음과 같은 특성을 지닌다.
- 보손 끈 이론은 초대칭이 없으므로 페르미온을 포함하지 않는다. 즉 오직 NS-NS 장만을 포함한다.
- 보손 끈 이론은 타키온을 포함한다. 따라서 보손 끈 이론의 진공은 자명하지 않으며, 그 참 진공은 아직 잘 밝혀지지 않았다. (이에 반하여 초끈 이론은 GSO 사영을 통하여 타키온을 없앨 수 있다.)
- 보손 초끈 이론은 임계 차원이 {\displaystyle 26=3^{3}-1}차원이다. 즉, 26차원이 아닌 다른 차원에서는 일반적으로 로런츠 대칭을 보존하면서 유령 상태를 없앨 수 없다.  (초끈 이론에서는 초대칭에 따른 {\displaystyle \beta }, {\displaystyle \gamma } 유령 입자에 의하여 임계 차원이 10차원으로 줄어든다.)

## 역사
보손 끈 이론은 1960년대에 끈 이론 가운데 최초로 발견되었다. 이는 원래 강입자의 스펙트럼을 설명하기 위하여 등장하였다. 현대적인 용어로, 중간자를 구성하는 두 쿼크를 잇는 글루온은 마치 끈처럼 행동하며, 그 진동 모드 스펙트럼을 끈 이론으로 나타낼 수 있다. 이 경우, 상수 {\displaystyle \alpha '}은 중간자의 질량-스핀 그래프의 기울기로 나타난다. {\displaystyle \alpha '}의 이름인 “레제 기울기”는 툴리오 레제의 이름을 땄으며, 여기서 유래하였다.
보손 끈 이론의 임계 차원이 26차원이라는 사실은 클로드 러블레이스(영어: Claud Lovelace, 1934~2012)가 1971년에 발견하였다.

## 같이 보기
- 난부-고토 작용
- 폴랴코프 작용